# Bolleville (Seine-Maritime)
Bolleville ist eine französische Gemeinde mit 590 Einwohnern (Stand: 1. Januar 2022) im Département Seine-Maritime in der Region Normandie. Die Gemeinde gehört zum Arrondissement Le Havre und zum Kanton Port-Jérôme-sur-Seine.

## Geografie
Bolleville ist eine Landgemeinde im Pays de Caux und liegt etwa 35 Kilometer ostnordöstlich von Le Havre. Umgeben wird Bolleville von den Nachbargemeinden Vébleron im Norden und Nordwesten, Terres-de-Caux im Norden, Foucart im Osten, Trouville im Südosten, Beuzevillette im Süden und Südwesten, Lanquetot im Südwesten sowie Raffetot im Westen.
Durch die Gemeinde führt die Autoroute A29. 
| Bevölkerungsentwicklung   | Bevölkerungsentwicklung | Bevölkerungsentwicklung | Bevölkerungsentwicklung | Bevölkerungsentwicklung | Bevölkerungsentwicklung | Bevölkerungsentwicklung | Bevölkerungsentwicklung | Bevölkerungsentwicklung |
| ------------------------- | ----------------------- | ----------------------- | ----------------------- | ----------------------- | ----------------------- | ----------------------- | ----------------------- | ----------------------- |
| Jahr                      | 1962                    | 1968                    | 1975                    | 1982                    | 1990                    | 1999                    | 2006                    | 2013                    |
| Einwohner                 | 404                     | 408                     | 412                     | 447                     | 504                     | 506                     | 525                     | 604                     |
| Quelle: Cassini und INSEE |                         |                         |                         |                         |                         |                         |                         |                         |

## Sehenswürdigkeiten
- Kirche Saint-Pierre-et-Saint-Paul aus dem 13. Jahrhundert
- Schloss Beaunay und Schloss Calménil, jeweils aus dem 17. Jahrhundert